# Michael Wikke

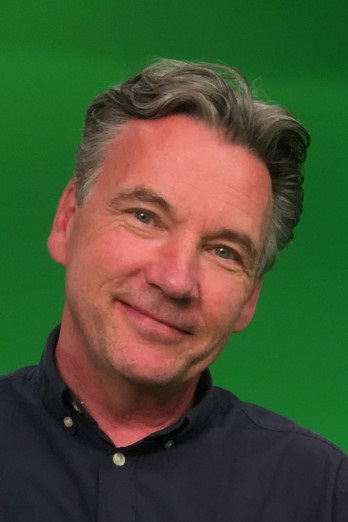
Michael Wikke

Michael Wikke, född 22 juni 1959 i Köpenhamn, är en dansk skådespelare, regissör, manusförfattare och kompositör. Han driver tillsammans med regissören Steen Rasmussen företaget Græsted Film & Fjernsyn. 
 

## Filmografi i roller
- 1992 – Russian Pizza Blues
- 1996 – Balladen om Holger Danske

## Regi i urval
- 2001 – Flygande farmor
- 2006 – Der var engang en dreng som fik en lillesøster med vinger